# Жоффруа I де Виллардуэн
Жоффруа I Виллардуэн (Младший) (фр. Geoffroi Ier de Villehardouin; ок. 1167 — ок. 1229) — князь Ахейи в 1209—1229 годах.

## Биография

### Ранние годы
Жоффруа был старшим сыном Жана де Виллардуэн, сира де Брандонвилье, и Селины де Бриэль. Он женился на некой Елизавете. Жоффруа был племянником маршала и летописца Жоффруа де Виллардуэна, и вместе с дядей отправился в Четвёртый крестовый поход.
Он плыл на корабле, который направлялся не в Константинополь, а в Святую землю, как было задумано изначально. Однако, достигнув берегов Сирии, Виллардуэн прослышал об успехах своих соотечественников в Греции и о падении Византийской империи. Он немедленно сел на корабль и поплыл в Константинополь. Однако буря прибила его к южному побережью Пелопоннеса, возле Модона. Эта земля ещё не была занята крестоносцами, и Жоффруа решил использовать этот факт с пользой для себя.

### Покорение Пелопоннеса
В Модоне Жоффруа вступил в союз с греческим архонтом (дворянином) из Мессении, чтобы завоевать как можно больше земель на западе Пелопоннеса. Однако скоро архонт умер, и альянс был расторгнут. Жоффруа узнал, что король Бонифаций Фессалоникийский с армией находится неподалёку, возле Коринфского перешейка, и за 6 дней проделал путь через весь Пелопоннес, чтобы встретиться с ним. В лагере короля в Навплионе он застал своего знатного соотечественника, Гийома де Шамплитта, внука графа Шампани. Изъявив ему вассальную преданность, Жоффруа уговорил его отправиться на захват Пелопоннеса. Король Бонифаций согласился выделить им несколько сотен воинов.
Со 100 рыцарями и 400 оруженосцами Жоффруа весной 1205 года взял Патры и Пондикос, а Андравида открыла ему свои ворота. Только в Аркадии крестоносцы встретили сопротивление со стороны помещиков во главе с родом Хамаретов. К Жоффруа вскоре присоединился Михаил I Комнин Дука (1204—1215), который впоследствии создал собственное королевство в Эпире.
В 1205 году Жоффруа принимал участие в исторической битве у оливковой рощи близ Кундуроса. 
После основания Ахейского княжества Жоффруа стал одним из важнейших баронов страны и получил во владение уделы Корони и Каламату. Правителем Ахейи был провозглашён Гильом I де Шамплит.

### Князь Ахейи
В 1208 году Гильом I отправился во Францию, чтобы претендовать на наследство своего брата. Он назначил Жоффруа регентом, пока не прибудет племянник князя, Гуго де Шамплит. Однако Гуго умер ещё до прибытия в Ахейю, и Жоффруа, ввиду отсутствия наследников, как родственник знаменитого маршала, был избран ахейским князем.
В мае 1209 года Жоффруа отправился на парламент, созванный императором Латинской империи Генрихом I (1206—1216) в Равеннике, чтобы заверить императора в своей лояльности. Император подтвердил Жоффруа князем Ахейи и сделал его непосредственным имперским вассалом. Кроме того, Генрих I назначил Жоффруа сенешалем Латинской империи. Однако уже в июне 1209 года Жоффруа заключил договор с венецианцами на острове Сапиенца (ныне Сапьендза), в результате чего он признал себя вассалом Венецианской республики, а также предоставил Венеции право свободной торговли на всей территории княжества.
В 1210 году Жоффруа выступил против греческого магната Льва Сгура, который уже 5 лет сидел в крепости Акрокоринф и отказывался покориться ахейскому князю. Виллардуэн захватил крепость, а Лев Сгур покончил с собой, бросившись со скалы вместе с лошадью.
Покорив весь Пелопоннес, Жоффруа I приступил к благоустройству своего княжества. Он не притеснял местное православное население, чем заслужил любовь и доверие греков. При этом он проводил секуляризацию церковных земель, что возмутило духовенство. Это привело к затяжному конфликту Жоффруа с церковью.
Латинский Патриарх Константинопольский Гервасий обнародовал указ об отлучении Жоффруа I и наложил интердикт на Ахейю. По просьбе Жоффруа 11 февраля 1217 года Папа Гонорий III (1216—1227) заявил, что патриарх должен отменить интердикт в течение недели после получения папского письма. Тогда патриарх послал легата, который наложил новый интердикт на княжество. Но эти действия были вновь квалифицированы папой как узурпация власти Святого Престола. Однако в 1219 году, по просьбе местного духовенства, папа подтвердил отлучение Жоффруа и даже назвал его врагом Богу «более бесчеловечным, чем фараон».
Конфликт продолжался около пяти лет, пока в 1223 году Жоффруа не согласился на компромисс. Наконец, 4 сентября 1223 года Гонорий III подтвердил соглашение, которое было оформлено между князем и церковью Ахейи. В соответствии с договором, Жоффруа восстановил церковные земли, но возвращал сокровища и убранство церквей в обмен на ежегодную компенсацию.
Князь Жоффруа I скончался в 1229 году в возрасте около шестидесяти лет. Он был похоронен в церкви Святого Иакова в Андравиде.